# Electrogustometría
La electrogustometría es una prueba médica que se utiliza para evaluar el sentido del gusto. Se emplea en aquellos pacientes en los que se sospecha alteraciones de este sentido (ageusia, hipogeusia o disgeusia). La prueba consiste en aplicar corriente eléctrica de baja intensidad a las diferentes zonas de la lengua en las que se encuentran las papilas gustativas. La corriente eléctrica hidroliza la saliva, lo que provoca la liberación de iones que estimulan los quimiorreceptores gustativos, provocando que el paciente perciba la aparición de un sabor ácido o metálico en el área. Posteriormente se determina el umbral de discriminación en las diferentes áreas para identificar a que concentración se percibe un estímulo como un sabor diferente del agua, averiguando de esta forma la concentración más baja a la que una persona reconoce un sabor. La principal limitación de este estudio es que solo permite la evaluación de una modalidad gustativa, no siendo posible diferenciar la percepción de los cuatro sabores principales (dulce, salado, ácido y amargo).